# Het monster van Loch Ness (Bommelsaga)
Tom Poes en het monster van Loch Ness of kortweg Het monster van Loch Ness is 28ste verhaal uit de Bommelsaga, geschreven en getekend door Marten Toonder. Het verhaal verscheen voor het eerst op 1 december 1947 en liep tot 23 januari 1948. Thema: het bouwen van monsters als toeristische attractie.

## Samenvatting
Heer Bommel en Tom Poes worden door een hoteleigenaar in Schotland gevraagd om te helpen om het monster van Loch Ness te verjagen. Hij heeft nog veel anderen gevraagd om ook te helpen, waaronder professor Zbygniew Prlwytzkofsky en journalist Argus, die in dit verhaal voor het eerst voorkomen. Uiteindelijk wordt het monster ontmaskerd. De hoteleigenaar zelf blijkt het monster te zijn.